# Ecoduct Marinier der 1e klasse Marc Harders
Het Ecoduct Marinier der 1e klasse Marc Harders is een ecoduct over de autosnelweg A28 bij Spier.
Het ecoduct verbindt het Dwingelderveld met het Terhorsterzand. Het ecoduct werd in 2013 in gebruik genomen onder de naam Ecoduct Dwingelderveld.
In april 2020 is het ecoduct vernoemd naar de op 17 april 2010 tijdens de Task Force Uruzgan omgekomen marinier Marc Harders.